# Eurochicago.com
Eurochicago (или Еврочикаго) е български медиен портал в САЩ, основан от Петър Стаматов през 2003 г.
Материали от неговите страници са попадали във всички големи български медии, включително и в БТА. Отделни статии на английски и руски език са цитирани от американски и от европейски вестници и интернет сайтове.
Порталът разполага със следните секции: е-списание, връзки, галерии със снимки, бизнес справочник, медии, обяви, форуми и онлайн магазин.
Редакцията на портала е известна със своята независимост – често се публикуват критични и остри материали срещу силните на деня. Редакцията често се включва и във важни инициативи, като например в подкрепа на петте български медицински сестри в Либия. Тя е сред домакините на Втората световна среща на българските медии в Чикаго през 2006 г.

## История
Порталът стартира на 23 октомври 2003 г.
През 2015 г. Eurochicago.com е носител на годишната награда за българска медия в чужбина на Съюза на българските журналисти.

## Тематика
Тематиката на портала е свързана с новини, събития, бизнес справочник, оферти, обяви, реклама, анкети, инициативи, български традиции, култура, туризъм и всичко свързано с България и българите в САЩ и в Чикаго.